# Aniko Kapros
Aniko Kapros es una tenista profesional húngara. Nació el 11 de noviembre de 1983 en Budapest. Kapros es conocida por haber ganado el Abierto de Australia en categoría juvenil en 2000, y por haber ganado a la 5ª cabeza de serie, Justine Henin-Hardenne, en la primera ronda del Torneo de Roland Garros de 2002.
- Datos: Q281949
- Multimedia: Anikó Kapros / Q281949